# Lykopolis
Lykopolis (Likopolis) – miasto w środkowym Egipcie, położone na lewym brzegu Nilu.
Jego nazwa wywodzi się z greki (Λυκόπολις – „miasto wilka”) i odnosi się do faktu, iż w ośrodku tym szczególnie czczono egipskie bóstwa wyobrażane pod postacią psowatych – Anubisa i Upuauta. Przez Egipcjan miejscowość określana była mianem Sauti/Siut i stąd też pochodzi nazwa współczesnego miasta Asjut. 
W czasach faraońskich miasto było stolicą XIII nomu górnoegipskiego. Jego znaczenie wynikało ze strategicznego położenia w miejscu, gdzie dolina Nilu ulega szczególnemu zwężeniu, a Pustynia Libijska zbliża się do koryta rzeki. ZMiały tam też swój początek szlaki karawanowe wiodące do oaz na zachodzie. Miasto odegrało znaczącą rolę w czasach Pierwszego Okresu Przejściowego, gdy miejscowi panujący sprzymierzyli się z władcami z Herakleopolis. Na zachodnich obrzeżach miasta odkryto groby miejscowych książąt z czasów IX/X oraz XII dynastii. Na późniejszy okres (XIX dynastia) datowane są groby Siese i Amenhotepa. W czasach chrześcijańskich Lykopolis stało się siedzibą biskupstwa. Do istotnych postaci związanych z tym ośrodkiem należał m.in. biskup Melecjusz, który w początkach IV wieku doprowadził do tzw. schizmy melecjańskiej. W tym samym stuleciu na pustyni w pobliżu miasta miał prowadzić życie św. Jan z Lykopolis, pustelnik praktykujący formę ascezy określaną jako rekluzja.
Tę samą grecką nazwę nosiło inne egipskie miasto położone w delcie Nilu, w okolicach Sebennytos i Mendes. Wymienia je Strabon w Geografii (XVII, 19). Najprawdopodobniej ten właśnie ośrodek należy uważać za miejsce narodzenia Plotyna.